# La sommossa
La sommossa (Răscoala) è un film del 1965 diretto da Mircea Mureșan.